# 파이니스트 아워
《파이니스트 아워》(영어: The Finest Hours)는 2016년 공개된 미국의 스릴러 영화이다.

## 줄거리
코드곶 매사추세츠주 채텀 해안경비대 소속 승무원 버나드 "버니" 웨버는 지역 주민 미리암 펜티넨과 사랑에 빠졌다. 두 사람은 4월 16일 결혼할 계획이었지만, 해안경비대 규정에 따라 버니는 채텀 해안경비대의 지휘관인 준위 다니엘 클러프에게 허락을 받아야 했다. 그러나 이는 대개 형식적인 절차일 뿐이었다. 허락을 받기로 한 날인 1952년 2월 18일, 유조선 SS 펜들턴호는 노스이스터에 휘말려 채텀 해안에서 두 동강이 났다. 채텀 해안경비대의 대부분의 승무원은 이미 유사하게 손상된 SS 포트 머서호 구조 작전에 투입되었으므로, 버니는 모터 구조 보트 CG 36500을 조종하여 펜들턴호의 승무원을 구조하러 파견되었다. 앤드루 피츠제럴드, 어빈 마스크, 리처드 P. 리브세이가 버니와 함께 구조 임무에 자원했다.
한편, 펜들턴호의 기관사 레이 시버트는 생존한 선임 장교로서 생존한 선원들을 조직하여 가라앉는 유조선의 선미를 잠수된 암초로 조종하여 구조대가 도착할 때까지 그곳에 고정시켰다. 미리암은 버니가 구조 작전을 이끌고 있다는 것을 알고 이를 자살 임무라고 생각한다. 채텀 사람들은 클러프가 그 지역 출신이 아니어서 일을 제대로 할 수 없다고 생각하며 그를 신뢰하지 않았다. 미리암은 채텀 해안경비대로 차를 몰고 가서 클러프에게 버니를 불러들이라고 요구한다. 클러프는 거절하고 미리암에게 무뚝뚝하게 나가라고 명령한다.
채텀 항구와 외해 사이에는 모래톱, 즉 좋은 날씨에도 매우 위험한 일련의 모래톱이 놓여 있다. 버니는 CG 36500을 모래톱을 가로질러 조종할 때, 다가오는 파도가 부서지기 전에 엔진을 순간적으로 가속하여 파도를 타야 한다. 모래톱을 넘는 데는 성공했지만, 나침반을 잃었다.
버니는 CG 36500을 조난당한 유조선으로 조종했다. 그의 보트의 정원은 12명에 불과했지만, 버니는 32명의 승무원을 구출했다. 구조 작전 중에 펜들턴호의 선미는 더 빠르게 가라앉기 시작했고, 마지막 승무원이 버니의 보트에 탑승한 직후 가라앉았다. 버니는 나침반 대신 해안과 지배적인 바람에 대한 지식에 의존하여 CG 36500을 집으로 조종했다. 채텀의 전력이 끊기면서 이 임무는 더욱 어려워졌다. 미리암과 다른 마을 사람들은 자동차를 부두로 몰고 가서 헤드라이트를 켜서 버니를 안내했다.
영화의 마지막에는 구조 작전의 여파를 간략하게 기록한 당시 사건의 사진이 나온다. 두 달 후, 버니와 미리암은 결혼했고, 버니가 2009년에 사망할 때까지 58년 동안 함께 살았다. 버니 웨버와 그의 승무원은 골드 인명구조 훈장을 받았다.

## 출연

### 주연
- 크리스 파인
- 케이시 애플렉
- 벤 포스터
- 에릭 바나
- 홀리데이 그레인저

### 조연
- 카일 갈너
- 레이첼 브로스나한
- 마이클 레이몬드 제임스
- 그레이엄 맥타비쉬
- 키넌 론즈데일
- 조쉬 스튜어트
- 아브라함 벤루비
- 뷰 크냅
- 존 마가로
- 벤자민 콜다이크
- 존 오티즈
- 매튜 마허
- 로베르토 로페즈

## 기타
- 배역: 민디 마튼